# 青春舞曲 (專輯)
《青春舞曲》為台灣樂團旺福的第四張專輯，女主唱更換為瑪靡後的第一張專輯。《天天天天》為三陽機車代言廣告主題曲，《週年慶》一曲與日本樂團YMCK合作。專輯於2007年9月19日於日本發行，加收錄三首日文，由The Collectors的加藤彌以《天天天天》、《真善美》和《媽媽我不要帶眼鏡》三首歌為基礎創作。

## 曲目
1. 噴跑吧！青春！
2. 天天天天
3. 小春日和
4. 真善美
5. 醜小鴨
6. 媽媽我不要戴眼鏡
7. 好朋友應該做的芭樂事
8. 偶像派
9. Lady’s Night
10. 週年慶
11. 就在今夜
12. 看不見的道理
13. 威武(旺福進行曲4)